# Bildruta
En bildruta är en enskild bild i en film eller video, det engelska ordet för en enskild bildruta är frame.

## Film
Varje bildruta visar en delbild eller stillbild i filmens kronologiska förlopp. Med hjälp av exempelvis en filmprojektor blir en serie av delbilder till en rörlig händelse. Vanliga bildfrekvenser för film ligger mellan 16 och 24 visade bildrutor per sekund.
| Eadweard Muybridges bildrutor av en galopperande häst, första gången publicerad 1887. 16 bildrutor ger ett rörligt bildintryck. |  | Eadweard Muybridges bildrutor av en galopperande häst, första gången publicerad 1887. 16 bildrutor ger ett rörligt bildintryck. |
| Eadweard Muybridges bildrutor av en galopperande häst, första gången publicerad 1887. 16 bildrutor ger ett rörligt bildintryck. |  | |

## Video
I en videosignal av PAL-standard är antalet frames 25 st per sekund, varje bild består av 625 linjer och delas upp i två stycken delbilder där endast halva innehållet av bilden visas åt gången. Varannan gång visas udda linjer 1,3,5 osv till och med linje 625, och varannan gång visas jämna linjer, 2,4,6 osv till och med linje 624.